# Об (река)
Об (фр. Aube) — река во Франции, правый приток Сены. Длина — 249 км. Известна по ряду боев на её берегах во время кампании 1814 года.
Начинается у Монте-Сол (512 м) на плато Лангр в департаменте Обермарн, протекает в северо-западном направлении Ла-Ферте, Бар и Арцис, где становится судоходным. Впадает в Сену недалеко от Ромильи (225 км.).
Притоки: Анжу и Вуар, Лендион, Аманс и Ауцон.
Река дала название департаменту Об.